# شوایچی نیشیمورا
شوایچی نیشیمورا (به انگلیسی: Shoichi Nishimura) بازیکن فوتبال اهل ژاپن و عضو تیم ملی فوتبال ژاپن است که در تاریخ ۱۳ مه ۱۹۳۴ میلادی اولین بازی ملی‌اش را انجام داد. او در ۲ بازی ملی حضور داشت و آخرین بازی ملی خود را در تاریخ ۱۵ مه ۱۹۳۴ میلادی انجام داد. شوایچی نیشیمورا در بازی‌های ملی‌اش
۱ گل به ثمر رساند.